# Adrià Granell
Adrià Granell Artal (Valencia, España, 13 de marzo de 1986) es un futbolista español. Juega de centrocampista y su equipo actual es el Club Deportivo Cuenca Mestallistes 1925 de España.

## Trayectoria
Formado en la cantera del Valencia, emigró hace un par de temporadas para jugar en el filial del Zaragoza aunque, finalmente su calidad convenció al entonces técnico maño Marcelino que le hizo debutar con el primer equipo zaragocista en segunda división.
Finalmente y, debido a la convulsa situación que atraviesa el conjunto aragonés en los últimos años, en 2008 firmó con el C.D. Alcoyano siendo uno de los buques insignias del conjunto alicantino en el camino que llevó a los del "Collao" a disputar la fase de ascenso a 2ªA. Merece la pena reseñar que, aun no siendo un delantero propiamente dicho, tiene facilidad goleadora habiendo anotado 5 tantos en 2009 y otros 2 en los 10 encuentros que ha disputado en 2010.
Su buen rendimiento provocó el interés de varios equipos, sin embargo finalmente el jugador renovó su contrato con el Alcoyano aunque incluyendo una cláusula que le permitiría abandonar la disciplina blanquiazul si otro equipo de superior categoría llamaba a su puerta.
En enero de 2011 el Albacete Balompié ha llegado a un acuerdo con el jugador para que se incorpore a la disciplina del Albacete hasta junio de 2013, procedente del CD Alcoyano dónde había jugado dos temporadas.
En julio de 2013 ficha por el Huracán Valencia.
El 26 de junio de 2014 se compromete con su nuevo club el Hércules CF.
El día 14 de julio se confirma su regreso al Huracán Valencia.
A finales de la temporada 2021-22 pasa a jugar con el Club Deportivo Cuenca Mestallistes 1925, de la Primera Regional Valenciana. En septiembre de 2024 retorna al club.

## Clubes
| Club                                    | País   | Año         |
| --------------------------------------- | ------ | ----------- |
| Villarreal "B"                          | España | 2006 - 2007 |
| Catarroja                               | España | 2007 - 2008 |
| Real Zaragoza "B"                       | España | 2008 - 2009 |
| Real Zaragoza                           | España | 2009        |
| Alcoyano                                | España | 2009 - 2010 |
| Albacete                                | España | 2010 - 2013 |
| Huracán Valencia                        | España | 2013 - 2014 |
| Hércules CF                             | España | 2014 - 2015 |
| Huracán Valencia                        | España | 2015 - 2016 |
| Club Deportivo Olímpic de Xàtiva        | España | 2016        |
| Club Deportivo Guijuelo                 | España | 2016 -      |
| Club Deportivo Cuenca Mestallistes 1925 | España | 2021 - 2022 |
| Club Deportivo Cuenca Mestallistes 1925 | España | 2024 - 2025 |